# Wolfgang Hottenrott
Wolfgang Hottenrott (Hannover, 13 giugno 1940) è un ex canottiere tedesco.

## Palmarès

### Olimpiadi
- 2 medaglie:
  - 1 oro (Città del Messico 1968 nell'otto[1])
  - 1 bronzo (Tokyo 1964 nel due senza[2])

### Europei
- 3 medaglie[1]:
  - 1 oro (Vichy 1967 nell'otto)
  - 2 argenti (Amsterdam 1964 nel due senza; Duisburg 1965 nel quattro senza)